# Friedrich Pietrusky

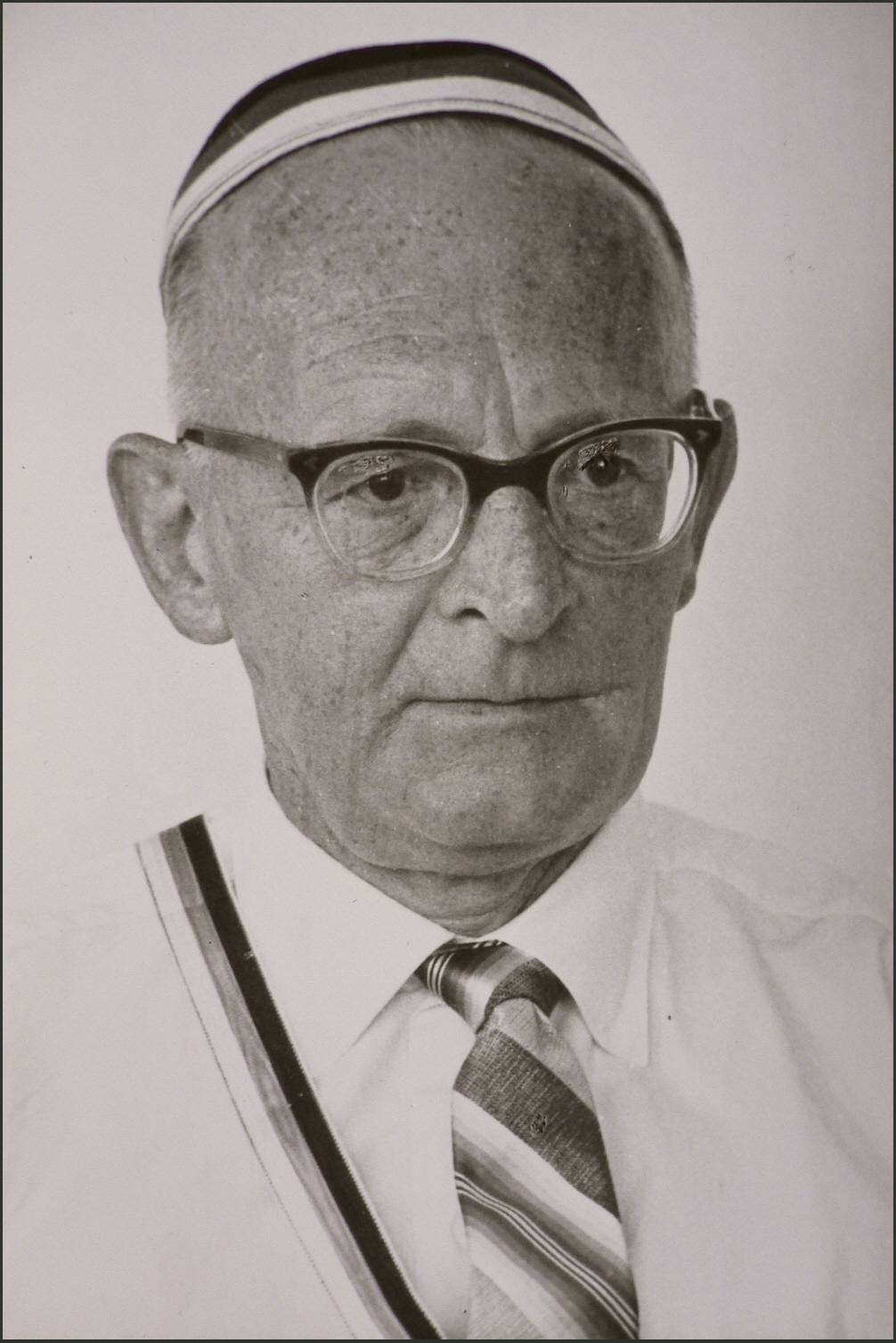
Friedrich Pietrusky

Friedrich Pietrusky (* 12. Januar 1893 in Kattowitz; † 23. November 1971 in Pöcking) war ein deutscher Gerichtsmediziner und Hochschullehrer.

## Leben

### Frühe Jahre, Studium, Berufseinstieg und Hochschullehrer
Friedrich Pietrusky war der Sohn des Bergwerksdirektors Friedrich Pietrusky (1862–1946) und dessen Ehefrau Elfriede (1870–1953), geborene Harbolla. Er beendete seine Schullaufbahn 1913 am Realgymnasium mit dem Abitur und studierte danach an der Universität Freiburg und der Universität Breslau Medizin. 1914 schloss er sich  in Breslau dem Corps Borussia an. Von 1914 bis 1916 nahm er als Kriegsfreiwilliger am Ersten Weltkrieg teil, zuletzt als Unteroffizier. Nachdem er 1916 als dienstunfähig aus dem Kriegsdienst entlassen worden war, setzte er das Studium in Breslau fort und legte dort 1919 das Staatsexamen ab. Des Weiteren betätigte er sich in Freikorps und nahm 1920 am Kapp-Putsch teil. Nach dem Medizinalpraktikum, dass er u. a. an der Universitätsaugenklinik Breslau ableistete, wurde er 1921 mit der Dissertation „Das Verhalten der Augen im Schlafe“ zum Dr. med. promoviert.
1922 wurde er 1. Assistent am Institut für Gerichtliche Medizin der Universität Breslau. Im Dezember 1924 wurde er in dieser Funktion nach Münsterberg gerufen, um dort im Beisein der Polizei den Wohnraum des Serienmörders Karl Denke in der Teichstraße 10 zu untersuchen. In Denkes Wohnraum wurden u. a. Töpfe mit Fleisch und Fett seiner Opfer entdeckt. 1924 legte er die Prüfung zum Kreisarzt ab. Er habilitierte sich 1925 für das Fach Gerichtliche Medizin und wurde als Privatdozent in Breslau tätig. Nach dem Tod des Direktors des Breslauer Instituts für Gerichtliche Medizin Georg Puppe übernahm er noch 1925 die kommissarische Leitung der Einrichtung.
Pietrusky folgte 1927 dem Ruf auf den Lehrstuhl für gerichtliche Medizin an die Universität Halle und leitete als Direktor das dortige gerichtlich-medizinische Institut. Von Halle wechselte Pietrusky zum 1. November 1930 als Nachfolger des Ordinarius Victor Müller-Heß an die Universität Bonn, wo er dem Institut für gerichtliche und soziale Medizin vorstand.

### Zeit des Nationalsozialismus – Ordinarius in Bonn und Heidelberg
Der angesehene Wissenschaftler war 1933/34 und 1935/36 Rektor sowie 1934/35 und 1936 bis 1939 als auch 1942 Prorektor der Universität Bonn.
Pietrusky trat zum 1. Mai 1933 in die NSDAP ein (Mitgliedsnummer 2.103.018). Des Weiteren gehörte er dem NS-Ärztebund sowie dem NS-Lehrerbund an und war Förderndes Mitglied der SS. Er war Beisitzer am Erbgesundheitsobergericht in Köln, wo über Zwangssterilisationen nach dem Gesetz zur Verhütung erbkranken Nachwuchses entschieden wurde.
Der Historiker Hans-Paul Höpfner (* 1953) zählt Pietrusky zu den unangenehmsten Bonner Nationalsozialisten und schrieb ihm „eine besonders perfide Art von Konjunkturrittertum“ zu. Zusammen mit 13 weiteren Hochschullehrern und Assistenten der Bonner Universität unterzeichnete er am 4. März 1933 im Bonner General-Anzeiger den Aufruf „Für Adolf Hitler“. Am 1. Mai 1933 hielt Parteianwärter Pietrusky seine Antrittsrede als Rektor im NS-Stil und schwadronierte über das „versagende Bürgertum“, das „Internationale Judentum“ sowie Horst Wessel. Er ließ als politisch unzuverlässig geltende Kollegen listen, genehmigte studentische Boykottaktionen u. a. gegen den Psychologen Kurt Gottschaldt und initiierte nationalsozialistische Schulungskurse für Studenten und Dozenten.
Ab September 1934 war Pietrusky zwei Jahre lang Vorsitzender der Deutschen Gesellschaft für gerichtliche und soziale Medizin. Pietrusky wurde 1937 zum Mitglied der Sektion Gerichtliche Medizin der Deutschen Akademie der Naturforscher Leopoldina gewählt. 1938 war er am DFG-Projekt „Wirkung von Giftstoffen und Kampfgiften auf die Zellfermente“ beteiligt.
Pietrusky intrigierte während des Zweiten Weltkrieges gegen den sich an der Ostfront befindlichen Rektor der Universität Bonn Karl F. Chudoba wegen dessen angeblicher katholischer Hochschulpolitik. Pietrusky, der in diesem Konflikt unterlag, erhielt eine „strenge Verwarnung“ vom Obersten Parteigericht der NSDAP und konnte nur aufgrund seiner Verdienste für die Partei 1942 auf ein Extraordinariat nach Heidelberg wechseln. Er nahm an geheimen Forschungen für die Luftwaffe teil. Er war Herausgeber der „Zeitschrift für die gesamte gerichtliche Medizin“.

### Nachkriegszeit
Nach der Befreiung vom Nationalsozialismus wurde Pietrusky 1945 von seinem Professorenamt entbunden und wurde nicht wieder in den Hochschuldienst übernommen. Seine Forschungsschwerpunkte waren Techniken der Blutgruppenbestimmung, Vaterschaftsnachweisen. Offiziell wurde er erst 1954 emeritiert. Pietrusky wurde Ehrenpräsident der Internationalen Akademie für gerichtliche und soziale Medizin in Kopenhagen und gehörte dem Präsidium der Internationalen Akademie der gerichtlichen Medizin an.

## Schriften
- Ferdinand von Neureiter, Friedrich Pietrusky und Eduard Schütt: Handwörterbuch der gerichtlichen Medizin und naturwissenschaftlichen Kriminalistik. Springer, Berlin 1940.
- Gerichtliche Medizin(Handbücherei für den Öffentlichen Gesundheitsdienst, Band 15). Berlin : Carl Heymanns Verlag 1938 Digitalisat der Niederschlesischen Digitalen Bibliothek Wroclaw
- Technik der Blutgruppenbestimmung mit Einführung in die Blutgruppenpraxis : Für Krankenhausärzte u. gerichtl. Sachverständige, Springer, Berlin 1940.
- Das Blutgruppengutachten, Biederstein, München 1949 (1. Auflage)
- Über den medizinischen Vaterschaftsnachweis und die Bewertung seiner Untersuchungsergebnisse nach dem heutigen Stande der Wissenschaft, C. F. Müller, Karlsruhe 1954.